# Satelight
Satelight Inc. (株式会社サテライト Kabushiki-gaisha Sateraito, cách điệu là SATELIGHT) là một hãng phim hoạt hình Nhật Bản tọa lạc tại quận Suginami, Tokyo. Từ sate trong "Satelight" là viết tắt cho các từ: "S" là Sapporo, "A" là Animate, "T" là Technology và "E" là Entertainment.

## Lịch sử
Satelight được thành lập vào tháng 12 năm 1995 tại thành phố Sapporo, tỉnh Hokkaidō. Dự án hoạt hình đầu tiên công ty tham gia thực hiện là Bit the Cupid. Năm 2001, Earth Maiden Arjuna, bộ anime truyền hình đầu tiên do Satelight độc lập sản xuất được lên sóng.
Từ năm 2004 đến năm 2006, công ty chuyển hầu hết các khu vực hoạt động (bao gồm trụ sở chính) từ Hokkaidō đến Tokyo. Cũng trong tháng 8 năm 2006, công ty chuyên kinh doanh pachinko Sankyo trở thành cổ đông lớn của Satelight.
Từ năm 2007 đến năm 2008, một số nhân viên trong Satelight rời công ty để tự thành lập xưởng phim riêng, điển hình như Debris Sapporo, GoHands và 8bit.
Vào tháng 6 năm 2020, Sankyo kết thúc mối quan hệ với Satelight.

## Tác phẩm

### Anime truyền hình
| Năm  | Tựa đề                                                                     | Ngày phát sóng | Ngày phát sóng   | Số tập | Ghi chú |
| Năm  | Tựa đề                                                                     | Bắt đầu        | Kết thúc         | Số tập | Ghi chú |
| ---- | -------------------------------------------------------------------------- | -------------- | ---------------- | ------ | --- |
| 2001 | Earth Maiden Arjuna                                                        | 9 tháng 1      | 27 tháng 3       | 13     | Tác phẩm gốc sản xuất dựa trên ý tưởng của Kawamori Shōji.                                                                     |
| 2001 | Geneshaft                                                                  | 5 tháng 4      | 24 tháng 6       | 13     | Tác phẩm gốc sản xuất dựa trên ý tưởng của Akane Kazuki. Hợp tác sản xuất với Studio Gazelle.                                  |
| 2002 | Heat Guy J                                                                 | 1 tháng 10     | 25 tháng 3, 2003 | 26     | Tác phẩm gốc sản xuất dựa trên ý tưởng của Akane Kazuki.                                                                       |
| 2005 | Sōsei no Aquarion                                                          | 5 tháng 4      | 27 tháng 9       | 26     | Tác phẩm gốc sản xuất dựa trên ý tưởng của Kawamori Shōji và Yuyama Kunihiko.                                                  |
| 2005 | Noein                                                                      | 11 tháng 10    | 31 tháng 3, 2006 | 24     | Tác phẩm gốc sản xuất dựa trên ý tưởng của từ Akane Kazuki.                                                                    |
| 2006 | Glass no Kantai                                                            | 5 tháng 4      | 6 tháng 9        | 26     | Tác phẩm gốc đồng sản xuất với Gonzo,                                                                                          |
| 2006 | Koi suru tenshi Angelique: Kokoro no mezameru toki                         | 8 tháng 7      | 30 tháng 9       | 13     | Dựa trên trò chơi điện tử Angelique của Koei.                                                                                  |
| 2006 | Galaxy Angel Rune                                                          | 1 tháng 10     | 24 tháng 12      | 13     | Dựa trên thương hiệu đa phương tiện cùng tên của Broccoli.                                                                     |
| 2007 | Koi suru tenshi Angelique: Kagayaki no ashita                              | 5 tháng 1      | 25 tháng 3       | 13     | Phần tiếp theo của Koi suru tenshi Angelique: Kokoro no mezameru toki.                                                         |
| 2007 | Kiss Drum: Engage Planet                                                   | 3 tháng 4      | 25 tháng 9       | 26     | Tác phẩm gốc sản xuất dựa trên ý tường từ Nagaoka Yasuchika.                                                                   |
| 2007 | Kamichama Karin                                                            | 6 tháng 4      | 28 tháng 9       | 26     | Chuyển thể từ bộ manga cùng tên của Donbo Koge.                                                                                |
| 2007 | Shugo Chara!                                                               | 6 tháng 10     | 27 tháng 9, 2008 | 51     | Chuyển thể từ bộ manga của tác giả Peach-Pit.                                                                                  |
| 2007 | Valerian & Laureline                                                       | 20 tháng 10    | 5 tháng 3, 2008  | 40     | Dựa trên bộ truyện tranh Pháp Valérian et Laureline. Hợp tác sản xuất với nhà xuất bản EuropaCorp và công ty điện ảnh Dargaud. |
| 2008 | Macross Frontier                                                           | 3 tháng 4      | 25 tháng 9       | 25     | Loạt anime truyền hình thứ ba của thương hiệu anime Macross do Kawamori Shōji phát triển. Hợp tác sản xuất với Studio Nue.     |
| 2008 | Ten no Haō: Hokuto no Ken Raō Gaiden                                       | 2 tháng 10     | 25 tháng 12      | 12     | Dựa trên bộ manga cùng tên của Osada Youkow. Spin-off của manga Houtoku no Ken do Buronson viết và Hara Tetsuo vẽ tranh.       |
| 2008 | Shugo Chara!! Doki                                                         | 4 tháng 10     | 26 tháng 9, 2009 | 51     | Phần tiếp theo của Shugo Chara!!.                                                                                              |
| 2009 | Basquash!                                                                  | 2 tháng 4      | 1 tháng 10       | 26     | Tác phẩm gốc sản xuất dựa trên ý tưởng của Kawamori Shōji và Thomas Romain.                                                    |
| 2009 | Guin Saga                                                                  | 5 tháng 4      | 27 tháng 9       | 26     | Dựa trên loạt tiểu thuyết do Kurimoto Kaoru sáng tác.                                                                          |
| 2009 | Shugo Chara! Party!                                                        | 3 tháng 10     | 27 tháng 3, 2010 | 25     | Phần tiếp theo của Shugo Chara!! Doki.                                                                                         |
| 2009 | Fairy Tail                                                                 | 12 tháng 10    | 30 tháng 3, 2013 | 175    | Chuyển thể từ bộ manga cùng tên của Mashima Hiro. Hợp tác sản xuất mùa đầu tiên với A-1 Pictures.                              |
| 2009 | Kiddy Girl-and                                                             | 16 tháng 10    | 2 tháng 4, 2010  | 24     | Tác phẩm gốc sản xuất dựa trên ý tưởng của nhóm gimik.                                                                         |
| 2011 | Ikoku meiro no Croisée                                                     | 4 tháng 7      | 19 tháng 9       | 12     | Chuyển thể từ bộ manga của Takeda Hinata.                                                                                      |
| 2012 | Senki Zesshō Symphogear                                                    | 6 tháng 1      | 30 tháng 3       | 13     | Tác phẩm gốc. Hợp tác sản xuất với Encourage Films và Studio Pastoral.                                                         |
| 2012 | Mōretsu Uchū Kaizoku                                                       | 7 tháng 1      | 30 tháng 6       | 26     | Dựa trên light novel do Sasamoro Yūichi viết và Matsumoto Noriyuki vẽ minh họa.                                                |
| 2012 | Aquarion Evol                                                              | 8 tháng 1      | 24 tháng 6       | 26     | Phần tiếp theo của Sōsei no Aquarion. Hợp tác sản xuất với 8-Bit.                                                              |
| 2012 | AKB0048                                                                    | 29 tháng 4     | 22 tháng 7       | 13     | Tác phẩm gốc. |
| 2012 | Muv-Luv Alternative: Total Eclipse                                         | 2 tháng 7      | 24 tháng 12      | 24     | Dựa trên visual novel Muv-Luv do âge phát triển. Hợp tác sản xuất với ixtl.                                                    |
| 2013 | AKB0048 next stage                                                         | 5 tháng 1      | 30 tháng 3       | 13     | Phần tiếp theo của AKB0048. |
| 2013 | Arata Kangatari                                                            | 8 tháng 4      | 1 tháng 7        | 13     | Chuyển thể từ bộ manga cùng tên của Watase Yuu. Hợp tác sản xuất cùng xưởng phim Hàn Quốc JM Animation.                        |
| 2013 | Senki Zesshō Symphogear G                                                  | 5 tháng 7      | 27 tháng 9       | 13     | Phần tiếp theo của Senki Zesshō Symphogear.                                                                                    |
| 2013 | Log Horizon                                                                | 5 tháng 10     | 22 tháng 3, 2014 | 25     | Dựa trên light novel do Toune Mamare viết và Hara Kazuhiro vẽ tranh minh họa.                                                  |
| 2013 | White Album 2                                                              | 5 tháng 10     | 28 tháng 12      | 13     | Dựa trên visual novel người lớn cùng tên do Leaf phát triển.                                                                   |
| 2014 | Nobunaga the Fool                                                          | 5 tháng 1      | 22 tháng 6       | 24     | Tác phẩm gốc. |
| 2014 | M3: Sono Kuroki Hagane                                                     | 22 tháng 4     | 30 tháng 9       | 24     | Tác phẩm gốc hợp tác sản xuất với C2C.                                                                                         |
| 2014 | Madan no Ō to Vanadis                                                      | 4 tháng 10     | 27 tháng 12      | 13     | Chuyển thể từ light novel của Kawaguchi Tsukasa.                                                                               |
| 2015 | Nagato Yuki-chan no Shōshitsu                                              | 4 tháng 4      | 18 tháng 7       | 16     | Chuyển thể từ manga của Puyo. Spin-off của series light novel Suzumiya Haruhi.                                                 |
| 2015 | Aquarion Logos                                                             | 3 tháng 7      | 25 tháng 12      | 26     | Loạt anime thứ ba của thương hiệu anime Aquarion. Hợp tác sản xuất với C2C.                                                    |
| 2015 | Senki Zesshō Symphogear GX                                                 | 4 tháng 7      | 26 tháng 9       | 13     | Phần tiếp theo của Senki Zesshō Symphogear G.                                                                                  |
| 2016 | Ragnastrike Angels                                                         | 3 tháng 4      | 19 tháng 6       | 12     | Dựa trên trò chơi điện tử cùng tên do DMM.com phát triển.                                                                      |
| 2016 | Macross Delta                                                              | 3 tháng 4      | 25 tháng 9       | 26     | Loạt anime truyền hình thứ tư của thương hiệu anime Macross.                                                                   |
| 2016 | Scared Rider Xechs                                                         | 6 tháng 7      | 21 tháng 9       | 12     | Dựa trên trò chơi điện tử cùng tên do Red Entertainment phát triển và phát hành.                                               |
| 2016 | Nanbaka                                                                    | 5 tháng 10     | 22 tháng 3, 2017 | 25     | Chuyển thể từ bộ manga của Futamata Shō.                                                                                       |
| 2017 | Shūmatsu nani shitemasu ka? Isogashii desu ka? Sukutte moratte ii desu ka? | 11 tháng 4     | 27 tháng 6       | 12     | Dựa trên bộ light novel do Karino Areka chết và ue vẽ tranh minh họa. Hợp tác sản xuất với C2C.                                |
| 2017 | Senki Zesshō Symphogear AXZ                                                | 2 tháng 7      | 1 tháng 10       | 13     | Phần tiếp theo của Senki Zesshō Symphogear GX.                                                                                 |
| 2018 | Hakata Tonkotsu Ramens                                                     | 12 tháng 1     | 30 tháng 3       | 12     | Dựa trên bộ light novel do Kisaki Chiaki viết và Ichiiro Hako vẽ minh họa.                                                     |
| 2018 | Jūshinki Pandora                                                           | 4 tháng 4      | 26 tháng 6       | 26     | Tác phẩm gốc. |
| 2018 | Caligula                                                                   | 8 tháng 4      | 24 tháng 6       | 12     | Dựa trên trò chơi diện tử cùng tên do FuRyu phát triển.                                                                        |
| 2019 | Girly Air Force                                                            | 10 tháng 1     | 28 tháng 3       | 12     | Dựa trên bộ light novel do Natsumi Kōji viết và Tōsaka Asagi vẽ minh họa.                                                      |
| 2019 | Senki Zesshō Symphogear XV                                                 | 7 tháng 7      | 29 tháng 9       | 13     | Phần tiếp theo của Senki Zesshō Symphogear AZX.                                                                                |
| 2020 | Somari to mori no kamisama                                                 | 10 tháng 1     | 27 tháng 3       | 12     | Chuyển thể từ bộ manga của Gureishi Yako. Hợp tác sản xuất với Hornets.                                                        |
| 2021 | Sakugan                                                                    | 7 tháng 10     | 23 tháng 12      | 12     | Chuyển thể từ tiểu thuyết Sakugan Labyrinth Marker của Inui Nekotarō.                                                          |
| 2022 | Kuro no shōkanshi                                                          | 9 tháng 7      | 24 tháng 9       | 12     | Dựa trên light novel cùng tên do Mayoi Doufu viết và Kurogin minh họa.                                                         |
| 2023 | Rokudō no Onna-tachi                                                       | 8 tháng 4      | 24 tháng 6       | 12     | Chuyển thể từ manga của Nakamura Yūji.                                                                                         |
| 2023 | Helck                                                                      | 12 tháng 7     | 20 tháng 12      | 24     | Dựa theo manga của Nanao Nanaki.                                                                                               |
| 2024 | 30-sai Dōtei da to Mahō Tsukai ni Nareru Rashii                            | 11 tháng 1     | 28 tháng 3       | 12     | Chuyển thể từ manga của Toyota Yū.                                                                                             |
| 2024 | Tasūketsu                                                                  | 3 tháng 7      |                  |        | Chuyển thể từ manga của Miyakawa Taiga.                                                                                        |
| 2024 | Yōkai Gakkō no Sensei Hajimemashita!                                       | tháng 10       |                  |        | Chuyển thể từ manga của Tanaka Mai.                                                                                            |
| 2025 | Übel Blatt                                                                 |                |                  |        | Chuyển thể từ manga của Shiono Etorōji, đồng sản xuất với Starple Entertainment.                                               |
| 2025 | Sentai Red Isekai de Bōkensha ni Naru                                      |                |                  |        | Chuyển thể từ manga của Nakayoshi Koyoshi.                                                                                     |

### OVA
- Macross Zero (hợp tác sản xuất với Studio Nue, 21 tháng 12, 2003 – tháng 10, 2004)
- Hellsing Ultimate (10 tháng 2, 2007 – 22 tháng 2, 2008) (tập 1-4)
- Baldr Force EXE: Resolution (11 tháng 10, 2006 – 4 tháng 4, 2007)
- Sōsei no Aquarion OVA (25 tháng 5 – 22 tháng 11, 2007)
- Air Gear OVA (17 tháng 11, 2010 – 17 tháng 6, 2011)

### ONA
- Momokuri (24 tháng 12, 2015 – 4 tháng 2, 2016)
- Yume ōkoku to nemureru 100-ri no ōji-sama: Short Stories (2017)
- Final Fantasy XV: Episode Ardyn - Prologue (17 tháng 2, 2019)
- Cannon Busters (hợp tác sản xuất với Yumeta Company, 15 tháng 8, 2019)

### Phim anime chiếu rạp
- Gekijōban Macross F: Itsuwari no Utahime (hợp tác sản xuất với 8-Bit, 21 tháng 11, 2009)
- Gekijōban Macross F: Sayonara no Tsubasa (26 tháng 2, 2011)
- Gekijōban Macross Delta: Gekijō no Walküre (9 tháng 2, 2018)
- Ta ga Tame no Alchemist (14 tháng 6, 2019)[31]
- Gekijōban Macross Delta: Zettai LIVE!!!!!! (8 tháng 10, 2021)
- Uchū Senkan Yamato 2205: Aratanaru Tabidachi - Zensho -TAKE OFF- (8 tháng 10, 2021)
- Uchū Senkan Yamato 2205: Aratanaru Tabidachi - Kōshō -STASHA- (2 tháng 4, 2022)[32]

### Trò chơi điện tử
- Heavy Metal Thunder (2005)
- Persona 2: Innocent Sin (2011, sản xuất đoạn phim mở đầu
- Devil Summoner: Soul Hackers (2012, Nintendo 3DS sản xuất đoạn phim mở đầu)
- E.X. Troopers (2013, sản xuất đoạn anime quảng bá)
- Time and Eternity (2012)
- Daemon X Machina (2019, sản xuất đoạn phim mở đầu)